# EDonkey2000
 (septembre 2011).
Si vous disposez d'ouvrages ou d'articles de référence ou si vous connaissez des sites web de qualité traitant du thème abordé ici, merci de compléter l'article en donnant les références utiles à sa vérifiabilité et en les liant à la section « Notes et références ».
eDonkey2000 (le « e » se prononce /i/, comme pour e-mail) est un logiciel de partage de fichiers en pair à pair utilisant des techniques de P2P (« pair-à-pair » ou « égal-à-égal »). Il était développé par l'entreprise MetaMachine Inc et utilisait le protocole de transfert de fichiers multisource eDonkey. Le client eDonkey peut travailler à la fois avec le réseau eDonkey et le réseau Overnet.
Ce logiciel et son réseau ont été fermés en 2006 à la demande de la Recording Industry Association of America.

## Histoire
Le réseau eDonkey a été mis en place sur un constat simple : l'internet grandit plus vite que l'infrastructure lui permettant de fonctionner. Ainsi, avec le temps, Internet courait le risque de devenir saturé par la taille et le nombre de demandes concernant des données. De plus, le nombre de pages web augmentant de façon exponentielle, il fallait trouver un moyen simple pour partager les données via un réseau crypté ou non, transparent au réseau actuel.
En France, en 2007, plusieurs serveurs Français (sans lien avec l'éditeur d'eDonkey2000) ont été fermés à la demande de la Société civile des producteurs phonographiques.

## Utilisation
Les utilisateurs d'eDonkey2000 partagent des fichiers de plusieurs dizaines ou centaines de Mo, comme des images CD, des vidéos, des jeux, et des logiciels. Pour faciliter la recherche de fichiers, certains sites web proposent des listes de fichiers populaires sous forme de liens ed2k et proposent également des listes de serveurs.

## La marque: eDonkey
MetaMachine a mis en place un autre réseau de partage de fichiers appelé Overnet, qui interagit avec le réseau eDonkey, mais sans utiliser de serveurs. La plupart des logiciels clients utilisent désormais le réseau Overnet. En 2004, MetaMachine avait annoncé qu'ils arrêteraient le développement d'Overnet pour se concentrer sur eDonkey2000 (bien que le logiciel eDonkey2000 intègre maintenant le protocole Overnet).
La dernière version officielle du logiciel eDonkey2000 intégrait un plugin qui permettait de télécharger les fichiers BitTorrent. En septembre 2005, les dirigeants de la société MetaMachine ont reçu une lettre de la RIAA (Association d'enregistrement américaine des disques) leur demandant de cesser toute activité en application de la loi de la Cour suprême du mois de juin 2005 indiquant que tout auteur de logiciel qui facilite les violations de droits d'auteurs est lui-même responsable de ces violations. Le 28 septembre 2005, eDonkey a officiellement fermé ses portes.

## Logiciels utilisant le protocole eDonkey
Le célèbre logiciel eMule utilise le protocole eDonkey depuis ses débuts. Néanmoins, eMule utilise un protocole légèrement modifié, plus convivial et facile à utiliser.
Aujourd'hui, eMule est le logiciel utilisant le protocole eDonkey le plus diffusé dans le monde[réf. nécessaire].
Néanmoins, d'autres logiciels utilisent ce protocole :
- Catégorie:Client eDonkey